# Ignacio Czeguhn
Ignacio Czeguhn (* 29. September 1966 in San Sebastián) ist ein Rechtswissenschaftler und Professor für Bürgerliches Recht, Deutsche und Europäische sowie Vergleichende Rechtsgeschichte an der Freien Universität Berlin.

## Werdegang
Czeguhn studierte von 1988 bis 1993 Rechtswissenschaften an der Julius-Maximilians-Universität Würzburg. Nach der ersten juristischen Staatsprüfung absolvierte er das Referendariat in Würzburg und legte 1995 die zweite juristische Staatsprüfung ab. Anschließend war er bis 1997 wissenschaftlicher Mitarbeiter am Institut für Bürgerliches Recht und Handelsrecht der Universität Würzburg. Seit 1997 war er wissenschaftlicher Assistent am Lehrstuhl für Bürgerliches Recht, Europäische Rechtsgeschichte sowie Zivilprozessrecht in Würzburg sowie Leiter des Fachsprachenkurses „Spanische Rechtssprache“. Im Jahre 2001 erfolgte seine Promotion an der Juristischen Fakultät Würzburg zum Thema Die kastilische Höchstgerichtsbarkeit 1250 bis 1520, wofür er den Preis der Vereinigten Stipendien- und Preisstiftung der Julius-Maximilians-Universität Würzburg erhielt. Seit 2004 war er Lehrbeauftragter an der Universität Granada. Im Jahre 2006 erfolgte seine Habilitation bei Jürgen Weitzel in den Fächern Bürgerliches Recht, Deutsche und Europäische Rechts – und Verfassungsgeschichte, Vergleichende Rechtsgeschichte an der Universität Würzburg. Anschließend übernahm er Lehrstuhlvertretungen an der Universität Konstanz und an der Freien Universität Berlin. Seit 2009 ist er Professor an der Freien Universität Berlin.
Czeguhn forschte am Exzellenzcluster Topoi.

## Forschungsschwerpunkt
Czeguhn forscht vorwiegend in der Rechtsgeschichte (Europäische Höchstgerichtsbarkeit vom Hochmittelalter bis zur Gegenwart, Europäische Justizgeschichte im 19. Jahrhundert, Kolonialgerichtsbarkeit) sowie zum Verbraucherprivatrecht.

## Mitgliedschaften
- Seit 2007 ist er Mitglied der katholischen Studentenverbindung KDStV Gothia Würzburg
- Seit 2010 ist Czeguhn Mitglied im Wissenschaftlichen Beirat der Gesellschaft für Reichskammergerichtsforschung.
- Seit 2011 ist er Korrespondierendes Mitglied der Akademie der Wissenschaften Andalusiens in der rechtshistorische Abteilung.
- Seit 2012 ist er Mitglied im Beirat des Instituts für Jüdische Forschungen der Universität Rey Juan Carlos und Universität Tel Aviv.
- 2018 wurde Czeguhn in die Sächsische Akademie der Wissenschaften gewählt.